# Класифікація NYHA
Класифікація NYHA — функціональна класифікація Нью-Йоркської Асоціації Кардіологів хронічної серцевої недостатності (англ. New York Heart Association Functional Classification).
В основу класифікації покладено поділ пацієнтів за функціональними класами (ФК) відповідно до переносимості фізичних навантажень. 
| I  | Пацієнти із захворюванням серця, у яких виконання звичайних фізичних навантажень не викликає задишки, втоми або серцебиття. |     | |
| II | Пацієнти із захворюванням серця і помірним обмеженням фізичної активності. Задишку, втому, серцебиття відзначають при виконанні звичайних фізичних навантажень, а також при інтенсивній перенапрузі, нервових зривів та хвилювань, викликаних зазвичай роботой у стрессових ситуаціях. Загострення 2 стадії ФК може бути викликана приблизно через 10 днів після чергового нервового зриву. | III | Пацієнти із захворюванням серця і вираженим обмеженням фізичної активності. У стані спокою скарги відсутні, але навіть при незначних фізичних навантаженнях виникають задишка, втома, серцебиття. |
| IV | Пацієнти із захворюванням серця, у яких будь-який рівень фізичної активності викликає зазначені вище суб'єктивні симптоми. Останні виникають також у стані спокою. |     | |

На сьогоднішній день згідно з рекомендаціями асоціації кардіологів України в діагнозі пацієнтів із серцевою недостатністю (СН) необхідно зазначати стадію захворювання відповідно до класифікації серцевої недостатності за Стражеском та Василенком та функціональний клас згідно з класифікацією NYHA. 
Варто відзначити, що стадія СН відображає етап клінічної еволюції хронічної серцевої недостатності, в той час як функціональний стан є показником динамічним і може змінюватися на фоні лікування.
Орієнтовна відповідність між двома класифікаціями:
| Стадія СН | Функціональний клас СН                                      |
| --------- | ----------------------------------------------------------- |
| I         | II ФК (на фоні адекватного лікування — I ФК)                |
| IIA       | III ФК (на фоні адекватного лікування — II ФК, іноді I ФК)  |
| ІІБ       | IV ФК (на фоні адекватного лікування — III ФК, іноді II ФК) |
| III       | IV ФК (іноді на фоні адекватного лікування — III ФК)        |